# Тьєррі Стево
Тьєррі Стево (нар. 14 червня 1956) — колишній бельгійський тенісист.
Найвищу одиночну позицію світового рейтингу — 195 місце досяг 4 січня 1982, парну — 185 місце — 3 січня 1983 року.
Здобув 1 парний титул.

## Фінали Гран-прі за кар'єру

### Парний розряд: 1 (1–0)
| Результат | W/L | Дата     | Турнір            | Покриття | Партнер        | Суперники            | Рахунок  |
| --------- | --- | -------- | ----------------- | -------- | -------------- | -------------------- | -------- |
| Перемога  | 1–0 | Чер 1980 | Брюссель, Бельгія | Ґрунт    | Стів Крулевітс | Ерік Фромм Кері Лідс | 6–3, 7–5 |

## Титули на челленджерах

### Парний розряд: (1)
| W/L | Дата | Турнір            | Покриття | Партнер     | Суперники                 | Рахунок       |
| --- | ---- | ----------------- | -------- | ----------- | ------------------------- | ------------- |
| 1–0 | 1982 | Порту, Португалія | Ґрунт    | Лібор Пімек | Енді Колберг Роббі Вентер | 4–6, 7–6, 7–5 |